# Pere de Cardona i Enríquez
Pere Folc de Cardona i Enríquez (finals s.XV - ? 1546). Fou Governador general de Catalunya des de 1509. Fill del duc Joan Ramon Folc IV de Cardona. Tingué la baronia d'Assuévar. Heretà el càrrec, fins aleshores vinculat a la família Requesens, pel seu matrimoni amb Joana de Requesens. Durant la revolta del 1520 a Barcelona mantingué una actitud ambigua i més aviat contrària als consellers. La plaça de Santa Anna, on donava el seu palau, fou sovint escenari de justes.
El 1543 intervingué en la construcció i exhibició d'una màquina que movia vaixells sense rems ni veles, inventada per Blasco de Garay i possiblement moguda a vapor. Fou provada al port de Barcelona en presència del rei Carles V i el príncep Felip II amb gran expectació mediàtica. El enginy fou un èxit però no tingué continuïtat.
El succeí en el càrrec el seu fill Pere de Cardona i Requesens (1543-93), i, a aquest, el seu fill Enric de Cardona i d'Erill, fins a l'any 1602.

## Antecedents familiars
Fill de Joan de Cardona i d'Aldonça Enríquez.

## Núpcies i descendents
Casat el 14 amb Joana de Requesens, filla de la noble nissaga dels almiralls Requesens. Van tenir els següents fills:
- Galceran de Cardona i Requesens.
- Ferran de Cardona i Requesens. Morí el 1548.
- Pere de Cardona i Requesens.

|  |  |  |  |  |  |  |  |  |  |                     |                     |                     |                     |                     |                     |  |  |  |  | Pere de Cardona i Enríquez | Pere de Cardona i Enríquez | Pere de Cardona i Enríquez | Pere de Cardona i Enríquez | Pere de Cardona i Enríquez | Pere de Cardona i Enríquez |  |  | Joana de Requesens | Joana de Requesens | Joana de Requesens  | Joana de Requesens  | Joana de Requesens  | Joana de Requesens  |                     |                     |                             |                             |                             |                             |                             |                             |  |  |  |  |  |  |  |  |  |  |  |  |
|  |  |  |  |  |  |  |  |  |  |                     |                     |                     |                     |                     |                     |  |  |  |  | Pere de Cardona i Enríquez | Pere de Cardona i Enríquez | Pere de Cardona i Enríquez | Pere de Cardona i Enríquez | Pere de Cardona i Enríquez | Pere de Cardona i Enríquez |  |  | Joana de Requesens | Joana de Requesens | Joana de Requesens  | Joana de Requesens  | Joana de Requesens  | Joana de Requesens  |                     |                     |                             |                             |                             |                             |                             |                             |  |  |  |  |  |  |  |  |  |  |  |  |
|  |  |  |  |  |  |  |  |  |  |                     |                     |                     |                     |                     |                     |  |  |  |  |                            |                            |                            |                            |                            |                            |  |  |                    |                    |                     |                     |                     |                     |                     |                     |                             |                             |                             |                             |                             |                             |  |  |  |  |  |  |  |  |  |  |  |  |
|  |  |  |  |  |  |  |  |  |  |                     |                     |                     |                     |                     |                     |  |  |  |  |                            |                            |                            |                            |                            |                            |  |  |                    |                    |                     |                     |                     |                     |                     |                     |                             |                             |                             |                             |                             |                             |  |  |  |  |  |  |  |  |  |  |  |  |
|  |  |  |  |  |  |  |  |  |  | Galceran de Cardona | Galceran de Cardona | Galceran de Cardona | Galceran de Cardona | Galceran de Cardona | Galceran de Cardona |  |  |  |  | Ferran de Cardona          | Ferran de Cardona          | Ferran de Cardona          | Ferran de Cardona          | Ferran de Cardona          | Ferran de Cardona          |  |  | Anna d'Oms         | Anna d'Oms         | Anna d'Oms          | Anna d'Oms          | Anna d'Oms          | Anna d'Oms          |                     |                     | Pere de Cardona i Requesens | Pere de Cardona i Requesens | Pere de Cardona i Requesens | Pere de Cardona i Requesens | Pere de Cardona i Requesens | Pere de Cardona i Requesens |  |  |  |  |  |  |  |  |  |  |  |  |
|  |  |  |  |  |  |  |  |  |  | Galceran de Cardona | Galceran de Cardona | Galceran de Cardona | Galceran de Cardona | Galceran de Cardona | Galceran de Cardona |  |  |  |  | Ferran de Cardona          | Ferran de Cardona          | Ferran de Cardona          | Ferran de Cardona          | Ferran de Cardona          | Ferran de Cardona          |  |  | Anna d'Oms         | Anna d'Oms         | Anna d'Oms          | Anna d'Oms          | Anna d'Oms          | Anna d'Oms          |                     |                     | Pere de Cardona i Requesens | Pere de Cardona i Requesens | Pere de Cardona i Requesens | Pere de Cardona i Requesens | Pere de Cardona i Requesens | Pere de Cardona i Requesens |  |  |  |  |  |  |  |  |  |  |  |  |
|  |  |  |  |  |  |  |  |  |  |                     |                     |                     |                     |                     |                     |  |  |  |  |                            |                            |                            |                            |                            |                            |  |  |                    |                    |                     |                     |                     |                     |                     |                     |                             |                             |                             |                             |                             |                             |  |  |  |  |  |  |  |  |  |  |  |  |
|  |  |  |  |  |  |  |  |  |  |                     |                     |                     |                     |                     |                     |  |  |  |  |                            |                            |                            |                            |                            |                            |  |  |                    |                    |                     |                     |                     |                     |                     |                     |                             |                             |                             |                             |                             |                             |  |  |  |  |  |  |  |  |  |  |  |  |
|  |  |  |  |  |  |  |  |  |  |                     |                     |                     |                     |                     |                     |  |  |  |  | Joana de Cardona           | Joana de Cardona           | Joana de Cardona           | Joana de Cardona           | Joana de Cardona           | Joana de Cardona           |  |  |                    |                    | Galceran de Cardona | Galceran de Cardona | Galceran de Cardona | Galceran de Cardona | Galceran de Cardona | Galceran de Cardona |                             |                             |                             |                             |                             |                             |  |  |  |  |  |  |  |  |  |  |  |  |